# Beat 'em up
Els beat 'em ups o busca-raons en català (sovint anomenats scrolling fighting games, fighting action games, scrolling beat 'em ups o, a vegades, brawlers en anglès) són videojocs on hi ha un combat tancat contra diversos contricants i guanyar-los és el màxim objectiu. Els beat 'em up també es basen en la lluita amb armes blanques sovint anomenades també hack 'n' slash (o colpeja i destrossa). Aquest no és un gènere distingit dels altres, però si que és un subgènere temàtic. A diferència dels videojocs de lluita competitius, durant el joc el jugador ha de fer front al llarg d'un gran nombre de nivells, amb la vista del tipus scrolling i el jugador es va movent per l'escenari. Les armes de foc poden sortir en el joc, però és un element propi dels videojocs shoot 'em up, ja que el propòsit dels busca-raons és el combat cos a cos contra diversos enemics.

Kung Fu Master (1984), un videojoc que té elements de jugabilitat dels beat 'em up, funcionant en un sistema MAME.

En aquesta classe de videojoc, un o més jugadors (sovint més de dos, però a vegades fins a sis) poden triar un únic personatge cadascú i equip per després lluitar contra els enemics controlats per la màquina. D'aquesta manera, a diferència dels videojocs de lluita u-contra-u, quan els jugadors juguen alhora, no han de lluitar només pel personatge enemic contra qui els toca lluitar. En poques ocasions, els jugadors no es poden fer mal entre ells, tot i que hi ha escepcions però no és un objectiu del joc. La lluita té lloc en escenaris d'avançament horitzontal, i alguns dels videojocs que determinen el gènere hi tenen un enemic (o boss) al final. La majoria dels beat 'em up estan caracteritzats pel moviment d'esquerra i dreta (i saltar) com també els moviments verticals dels jugadors, en tot l'escenari.

## Història

### Orígens

La versió recreativa del Nekketsu Koha Kunio-kun.

Els primers beat 'em up són en general més simples que els que van venir després, que van sorgir a l'edat d'or dels videojocs, on era comú jugar a videojocs d'aquest gènere sense gaires moviments. Potser, l'exemple més important en fou el Kung Fu Master de l'empresa Irem el 1984, però també hi va haver altres títols importants com el Fist II, Knuckle Busters i The Way of the Tiger del 1986, i Altered Beast del 1988.
Als orígens del gènere, potser el primer exemple dels beat 'em up va ser el Nekketsu Koha Kunio-kun (conegut com a Renegade als EUA). El Kunio-Kun va introduir tres característiques que van ser estàndard al gènere: una vista de 3/4 que permetia uns moviments no més d'esquerra i dreta però també verticalment sinó també sortir i entrar de l'escenari que es veia; hi havia tres accions de botons el "saltar, ataca per l'esquerre, ataca per la dreta" i un únic enemic final a cada pantalla. Hi ha dos característiques més dels busca-raons que no van sortir al Kunio-kun però si als videojocs següents: el mode multijugador i nivells extremadament petits. Al Kunio-kun, cada pantalla era en una àrea tancada, i tot els beat 'em ups subsegüents tracten la lluita contra enemics i superant obstacles al llarg de les pantalles i al final s'havien s'enfrontar a un enemic final, a l'estil de la majoria dels videojocs scrolling en 2D.

### Edat d'or
Quan es comença a mitjan dècada de 1980, particularment amb el Double Dragon, el jugador havia de trancórrer a través dels nivells o pantalles del joc eliminant tots els enemics que es trobés i superant els obstacles, i al final de cada nivell s'havia d'enfrontar a l'enemic final, que quan el guanyava se superava el nivell guanyant una sèrie de punts. Els millors videojocs del gènere des d'aleshores foren el Double Dragon i el Final Fight; que ambdós videojocs van ser continuats amb més videojocs que encara hi són avui en dia, i va ser a finals dels anys 80 i a mitjans dels 90 que els videojocs d'aquest gènere tenien la mateixa jugabilitat. Aquests videojocs van ser molt famosos entre les màquines recreatives i se solien trobar normalment a les sales recreatives, però han tingut un greu declivi. L'empresa Capcom es va fer famosa per produir diversos videojocs de lluita d'aquest gènere, llançant diversos títols originals com el Captain Commando i la saga Final Fight com també els videojocs amb llicència com el Dungeons & Dragons: Shadow over Mystara, Knights of the Round i Alien vs. Predator.
Els videojocs beat 'em up per consola també es van fer molt famosos, en particular el River City Ransom per la NES, i la saga Streets of Rage per la Sega Mega Drive, Sega Master System i Sega Game Gear.
La proliferació dels beat 'em up a finals dels anys 80 i principis dels 90 no van seguir sempre una mateixa línia de semblança; ja que hi ha centenars de busca-raons diferents, com la franquícia Bebe's Kids. La seva popularitat va seguir fins a la renaixença dels videojocs de lluita u-contra-u (a principis del 1991 amb el llançament del Street Fighter II).

### Els beat 'em up actuals
Alguns dels videojocs del gènere actuals tenen semblances amb els antics beat-em 'up. El Bushido Blade, un videojoc de lluita que surten armes realistes, i el Tekken 3, un dels que han obtingut més èxit en els de lluita u-contra-u, ambdós per la PlayStation, tenen semblances amb els beat 'em up. El Guilty Gear Isuka, un videojoc de lluita u-contra-u en 2D, que té un mode de joc anomenat Boost Mode el qual es pot jugar amb personatges a l'estil dels beat 'em up. No obstant això, en el Bushido Blade es pot eliminar un enemic d'un sol cop, contràriament als títpics beat 'em up.
Les noves tecnologies també han influït en el gènere, n'hi ha amb gràfics en 3D (alguns exemples poden ser l'Urban Reign, el Die Hard Arcade i el Spikeout de Sega, el The Bouncer de Squaresoft i el Teenage Mutant Ninja Turtles el 2003 i el Viewtiful Joe de Konami). Però la majoria de les empreses busquen recrea els clàssics del gènere, com les seves sagues o franquícies. La gran innovació dels busca-raons moderns és la introducció dels combos, i l'estil dels videojocs de lluita u-contra-u per realitzar molts atacs. En un sistema d'una combo (o combinació d'atacs), el jugador pot fer una sèrie de moviments perquè el jugador contrincant hagi de respondre defensant-se, si el jugador atacant guanya amb la combo també guanyarà punts extres i un gran nombre d'èxits consecutius. Aquest tipus de jugabilitat no seria possible si no hi hagués els nous comandaments amb un gran nombre de botons, tot i tenir una simple jugabilitat de joc (amb algunes excepcions, com és el cas dels videojocs Kunio Kun).
No obstant això, en els beat 'em up moderns s'han incrementat la tradicional combinació d'elements de jugabilitat d'altres gèneres dels videojocs. Aquests videojocs tenen grans millores com l'afegiment de missions, també amb armes de foc (tot i que els videojocs de lluita només es basen en el combat cos a cos). La majoria dels busca-raons en 3D són videojocs que combinen amb el gènere de l'acció en tercera persona. Els videojocs que es relacionen amb això poden ser The Warriors i el Dead to Rights.
Dynasty Warriors 2 és un nou videojoc de lluita del tipus hack and slash que té noves característiques, amb nivells oberts, i que abandona la clàssica perspectiva lineal dels beat 'em up. En el Devil May Cry s'ajuda a popularitzar els hack and slash que incorpora l'exploració d'escenaris com els videojocs d'aventures. Que va servir d'influència pel God of War i el Heavenly Sword.

## Estils dels beat 'em up
Hi ha dos tipus principals de combat: el combat cos a cos o arts marcials i combat amb armes, normalment amb objectes que es van trobant per l'escanari, com el Double Dragon i el Final Fight. Des que van sortir els videojocs amb lluita cos a cos, les armes són un recurs secundari. Els videojocs que serveixen d'exemple poden ser les sagues Streets of Rage, River City Ransom, Final Fight, i la saga Double Dragon.

Double Dragon (1987, Technos).

En alguns videojocs que s'usen les arts marcials per lluitar però que també surten armes (com el nunchaku i el shuriken), els jugadors troben aquests objectes a mesura que van avançant en el joc, però no les tenen disponibles en començar el videojoc. Però també hi ha una altra sèrie de videojocs que utilitze armes que són pròpies dels personatges i les tenen des del principi, malgrat ser armes blanques. Els exemples de jocs de lluita beat 'em up amb armes blanques poden ser les sagues Teenage Mutant Ninja Turtles i la de Golden Axe.
Altres videojocs del gènere són característics per altres elements. Sovint, el jugador ha de triar un de tres personatges: un de fort però lent, un de fluix però ràpid o un altre personatge que està equilibrat en força i velocitat. L'exemple clàssic example d'això és la saga Final Fight (en Haggar és fort però lent, en Guy és ràpid però fluix i en Cody és el que està més o menys equilibrat). D'això també té semblances amb altres gèneres. També, menjar alguna cosa serveix per recuperar vida en un joc d'aquestes característiques, normalment en objectes destrossables com caixes o dipòsits.